# Siomara Girón
Siomara Girón là đệ nhất phu nhân phụ trách của Honduras từ ngày 28 tháng 6 năm 2009 đến ngày 27 tháng 1 năm 2010 

## Đệ nhất phu nhân sau các sự kiện giữa năm 2009
Cuộc khủng hoảng chính trị ở Honduras năm 2009 vào ngày 28 tháng 6 năm 2009 đã đẩy chồng bà Roberto Micheletti lên làm tổng thống của Honduras.

### Hoàn cảnh gia đình
Cô kết hôn với Roberto Micheletti vào ngày 12 tháng 8 năm 1993 và họ có ba đứa con.